# Crnci, Podgorica
Crnci este un sat din municipiul Podgorica, Muntenegru. Conform datelor de la recensământul din 2003, localitatea are 220 de locuitori (la recensământul din 1991 erau 205 locuitori).

## Demografie
În satul Crnci locuiesc 170 de persoane adulte, iar vârsta medie a populației este de 40,4 de ani (38,8 la bărbați și 41,9 la femei). În localitate sunt 68 de gospodării, iar numărul mediu de membri în gospodărie este de 3,16.
Populația localității este foarte eterogenă.
|  |

| Demografie | Demografie | Demografie |
| An         | Locuitori  | Locuitori  |
| ---------- | ---------- | ---------- |
|            |            |            |
|            |            |            |
|            |            |            |
|            |            |            |
| 1948       | 287        |            |
| 1953       | 278        |            |
| 1961       | 283        |            |
| 1971       | 309        |            |
| 1981       | 204        |            |
| 1991       | 205        | 205        |
| 2003       | 231        | 220        |

| \| Componența etnică conform recensământului din 2003[2] \| Componența etnică conform recensământului din 2003[2] \| Componența etnică conform recensământului din 2003[2] \| Componența etnică conform recensământului din 2003[2] \| Componența etnică conform recensământului din 2003[2] \| \| ----------------------------------------------------- \| ----------------------------------------------------- \| ----------------------------------------------------- \| ----------------------------------------------------- \| ----------------------------------------------------- \| \| \| \| \| \| \| \| Muntenegreni \| Muntenegreni \| \| 129 \| 58,63% \| \| Sârbi \| Sârbi \| \| 76 \| 34,54% \| \| Albanezi \| Albanezi \| \| 13 \| 5,9% \| \| Macedoneni \| Macedoneni \| \| 1 \| 0,45% \| \| necunoscută \| necunoscută \| \| 0 \| 0% \| |              |  |     |        |
| Componența etnică conform recensământului din 2003 |              |  |     |        |
| |              |  |     |        |
| Muntenegreni | Muntenegreni |  | 129 | 58,63% |
| Sârbi | Sârbi        |  | 76  | 34,54% |
| Albanezi | Albanezi     |  | 13  | 5,9%   |
| Macedoneni | Macedoneni   |  | 1   | 0,45%  |
| necunoscută | necunoscută  |  | 0   | 0%     |